# Bujak (województwo mazowieckie)
Bujak – wieś w Polsce położona w województwie mazowieckim, w powiecie radomskim, w gminie Skaryszew. Ma status sołectwa. Obok miejscowości przepływa Modrzewianka, dopływ Iłżanki.
Prywatna wieś szlachecka, położona była w drugiej połowie XVI wieku w powiecie radomskim województwa sandomierskiego. W latach 1975–1998 miejscowość administracyjnie należała do województwa radomskiego. W roku 1771 na południe od wsi miała miejsce bitwa oddziałów dowodzonych przez Kazimierza Pułaskiego z wojskami carskimi.
Wierni Kościoła rzymskokatolickiego należą do parafii św. Izydora i św. Jadwigi Śląskiej w Alojzowie.

## Zobacz też

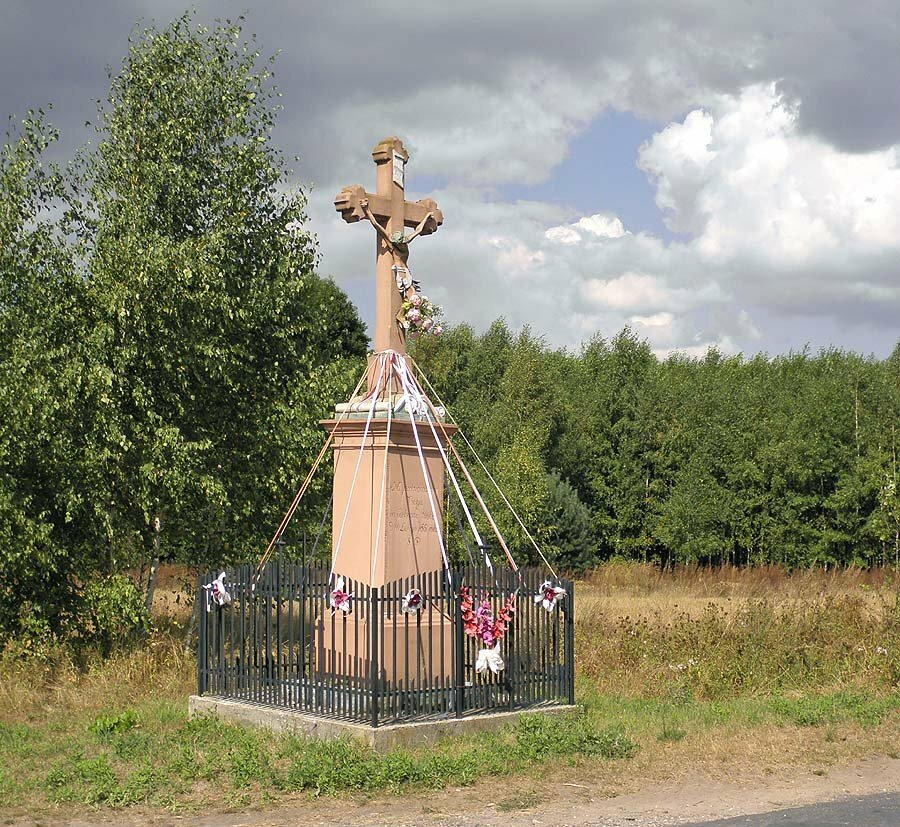
Krzyż z 1864 roku